# 布依鲁克塔吉克族乡
布依鲁克塔吉克族乡是中华人民共和国新疆维吾尔自治区喀什地区泽普县下辖的一个民族乡。

## 行政区划
布依鲁克塔吉克族乡下辖以下村级行政区划单位：
依斯其格村、布依鲁克村、图乎其村和园林村。